# Дневник театрала (газета)
«Дневник театрала» — еженедельная иллюстрированная театральная газета, издававшийся в Москве в 1889-1891 (нерегулярно). Издатель и редактор П. И. Кичеев.
В газете размещались статьи по вопросам театрального искусства, театрального дела в России и за границей, хроника московских театров и их приблизительный репертуар, отрывки из драматических произведений, фельетоны, стихотворения.